# 진희선
진희선(陳熹善, 1964년 2월 8일 ~ )은 대한민국의 공무원이다.
전라남도 함평에서 출생하여 지난날 한때 서울에서 잠시 유아기를 보낸 적이 있는 그는 전라남도 광주에서 학창 시절을 보냈으며 2018년 7월 1일부터 2020년 6월 30일까지 서울특별시 제2행정부시장 직책을 수행하였다.

## 주요 이력

### 주요 경력
- 제23회 기술고등고시 합격
- 서울특별시청 지역균형발전추진단 예하 반장(2003년 1월 ~ 2008년 8월)
- 한양대학교 겸임교수
- 서울특별시청 도시계획국 도시관리과장(2008년 8월 ~ 2011년 1월)
- 서울특별시청 주택본부 주거정비과장(2011년 1월 ~ 2013년 3월)
- 서울특별시청 주택정책실 주거재생정책관(2013년 3월 ~ 2015년 1월)
- 서울특별시청 주택건축국 국장(2015년 1월 ~ 2015년 7월)
- 서울특별시청 도시재생본부장(2015년 7월 ~ 2018년 7월)
- 서울시립대학교 겸임교수
- 서울특별시 제2행정부시장
- 연세대학교 도시공학과 특임교수
- 이성헌 서대문구청장 당선인 인수위원장

### 학력
- 아현국민학교 졸업
- 함평중학교 졸업
- 광주대동고등학교 졸업
- 연세대학교 건축학과 학사
- 미국 아이오와 주립대학교 대학원 도시계획학과 공학 석사
- 연세대학교 대학원 도시공학과 공학박사